# 2ТЕ126
Тепловоз 2ТЕ126 — дослідний радянський магістральний вантажний тепловоз виробництва Луганського тепловозобудівного заводу.
1987 на базі тепловоза ТЕ136 був виготовлений дослідний двосекційний вантажний тепловоз 2ТЕ126-0001. Кожна секція тепловоза мала шістнадцятициліндровий дизельний двигун потужністю 6000 к.с.; діаметр і хід поршнів двигуна 320 мм. Кузов секції спирався на два п'ятивісні візки, кожний з яких складався з двох двовісних візків і бігункових колісних пар; бігункові колісні пари були розташовані на кінцях кожної секції. Тягові електродвигуни мали опорно-рамну підвішування; живилися вони випрямленим струмом від синхронних тягових генераторів. При тривалому режимі сила тяги тепловоза становила 2 × 48000 кг, а швидкість 25,6 км/год. Конструкційна швидкість тепловоза 100 км/год, маса 2 × 230 т. Тепловоз 2ТЕ126-0001 демонструвався на виставці «Залізничний транспорт — 89».

## Доля локомотива
Після розпаду СРСР тепловоз повернувся в Україну, на Луганський завод. Унікальний локомотив виявився незатребуваним, і довго стояв на території заводу в занедбаному стані. Остання відома фотографія з ним датована травнем 1997, подальша доля тепловоза невідома.